# 莉安·莫里亚蒂
莉安·莫里亚蒂（Liane Moriarty，1966年11月15日－）是一位澳大利亚作家。她已创作了十部小说，其中包括《纽约时报》畅销书《大小谎言》、《九个完美陌生人》和《苹果不会落下》，它们分别被改编为HBO、Hulu和Peacock的电视剧集。此外，《丈夫的秘密》和《最后的周年纪念》也将被改编为电影。

## 早年生活与教育
离开学校后，莫里亚蒂曾在一家法律出版公司从事广告和市场营销工作。随后她经营了自己的公司一段时间，之后成为一名自由广告文案撰稿人。2004年，在获得悉尼麦考瑞大学的硕士学位后，她作为学位课程一部分创作的第一部小说《三个愿望》得以出版。 此后她又出版了八部小说。

## 改编作品
- 《大小谎言》(Big Little Lies)[2][3][4]（电视剧）
- 《他的秘密》(The Husband's Secret)[5]（2017年5月宣布，布莱克·莱弗利 (Blake Lively) 将主演该电影。[6] 2022年2月，宣布凯特·科伊罗 (Kat Coiro) 将为索尼影业 (Sony Pictures) 执导该片。）[7]
- 《九个完美陌生人》(Nine Perfect Strangers)[8][9]（电视剧）
- 《最后的周年纪念》(The Last Anniversary)[10][11]（电视剧，BBC将播出）
- 《苹果不会落下》(Apples Never Fall)（电视剧）

## 个人生活
莫里亚蒂与丈夫亚当（Adam，一位来自塔斯马尼亚 (Tasmania) 的前农场主）居住在悉尼。他们育有两个孩子，乔治（George）和安娜（Anna）。 她是作家杰奎琳·莫里亚蒂 (Jaclyn Moriarty) 和妮可拉·莫里亚蒂 (Nicola Moriarty) 的姐姐。

## 作品目录

### 小说
- 《三个愿望》(Three Wishes) (ISBN 0732911966, 2004)
- 《最后的周年纪念》(The Last Anniversary) (ISBN 1405036842, 2005)
- 《失忆的爱丽丝》(What Alice Forgot) (ISBN 9781405038577, 2009)
- 《催眠师的爱恋故事》(The Hypnotist's Love Story) (ISBN 9781742610603, 2011)
- 《别对我撒谎》(The Husband's Secret) (ISBN 9781742612010, 2013)
- 《大小谎言》(Big Little Lies) (ISBN 9781743530436, 2014)
- 《因为是你》(Truly Madly Guilty) (ISBN 9781925479928, 2016)
- 《九个完美陌生人》(Nine Perfect Strangers) (ISBN 9781250069825, 2018年9月)
- 《苹果不会落下》(Apples Never Fall) (ISBN 9781250220257, 2021年9月)
- 《此时一刻》(Here One Moment) (ISBN 9780593798607, 2024年9月) [15][16]

### 童书
《太空旅团》(The Space Brigade) 系列（又名《地球人使者妮可拉·贝瑞》(Nicola Berry: Earthling Ambassador)）：
1. 《佩特罗内拉公主的石化难题》(The Petrifying Problem with Princess Petronella) (ISBN 9780330423007, 2007)
2. 《肖博尔星球的惊人麻烦》(The Shocking Trouble on the Planet of Shobble) (ISBN 9780330424707, 2009)
3. 《异想天开星球上的邪恶战争》(The Wicked War on the Planet of Whimsy) (ISBN 9780330425391, 2010)